# Elchei nő
Az Elchei nő az ibér művészet kiemelkedő alkotása. A kőből faragott mellszobor érdekes hajdíszt viselő nőt ábrázol. A főkötő a homlokig ér, füleit kontyba csavart hajfonatok takarják. Az arc enyhén aszimmetrikus. I. e. 6. század végére, illetve az 5. század elejére datálták.
Manuel Campello Esclápez, 14 éves spanyol fiú találta meg a szobrot 1897. augusztus 4-én az Elche közelében fekvő La Alcudiában. Néhány hét múlva eladta Pierre Paris francia régésznek, aki a Louvre-ba szállíttatta. 1941-ben visszavitték a szobrot Spanyolországba, és a Pradóban állították ki. Később átszállították a Museo Arqueológico Nacionalba, és a mai napig ott látható. Elche városa, ahol csak másolata van meg, visszaköveteli a szobrot.

## Fordítás
- Ez a szócikk részben vagy egészben  a   Dama de Elche című német Wikipédia-szócikk fordításán alapul.  Az eredeti cikk szerkesztőit annak laptörténete sorolja fel. Ez a jelzés csupán a megfogalmazás eredetét és a szerzői jogokat jelzi, nem szolgál a cikkben szereplő információk forrásmegjelöléseként.